# Triaenodes sinicus
Triaenodes sinicus är en nattsländeart som beskrevs av Georg Ulmer 1932. Triaenodes sinicus ingår i släktet Triaenodes och familjen långhornssländor. Inga underarter finns listade i Catalogue of Life.